# Grodno (stacja kolejowa)
Grodno (biał. Гродна) – stacja kolejowa w Grodnie, w obwodzie grodzieńskim, na Białorusi, w Baranowickim Oddziale Kolei białoruskich. Obsługuje około 10 000 pasażerów dziennie. Na stacji kolejowej znajduje się strefa celna i graniczna. Stacja znajduje się na ulicy Budennogo.

## Historia
Stacja Grodno działa od 15 grudnia 1862 (jako węzeł od 1907). Powstała na Kolei Poleskiej (odcinek Grodno – Porzecze) dawniej Kolei Warszawsko-Petersburskiej.
Do 1946 roku stacja była częścią białostockiego oddziału kolei, a od 1951 roku oddziału kolei w Brześciu.
Budynek został przebudowany w 1986 roku, wygląd stacji sprzed tej przebudowy został utrwalony w radzieckim filmie z 1956 roku „Mały bohater”. Od 2013 roku prowadzona jest kompleksowa modernizacja budynku, która zostanie zakończona w 2015 roku.

## Ruch pociągów
Przez stację każdego dnia przechodzi do 30 par pociągów, w tym międzynarodowych – 7, krajowych – 4 i podmiejskich – 19.
Stacja obsługuje pociągi w kierunku Mińska, Witebska, Mohylewa, Homla, Petersburgu (pociągi dalekobieżne), Brześcia, Adleru, Moskwy (bezpośrednie wagony), Lidy, Baranowicz czy do Białegostoku (podmiejskie pociągi elektryczne).
Pociągi dalekobieżne:
| № pociągu | trasa                    | № pociągu | trasa                    |
| --------- | ------------------------ | --------- | ------------------------ |
| 057       | Petersburg — Grodno      | 058       | Grodno — Petersburg      |
| 609       | Homel — Grodno           | 610       | Grodno — Homel           |
| 623/633   | Witebsk/Mohylew — Grodno | 624/634   | Grodno — Witebsk/Mohylew |
| 627       | Mińsk — Grodno           | 628       | Grodno — Mińsk           |
| 629       | Mińsk — Grodno           | 630       | Grodno — Mińsk           |
| 631       | Homel – Grodno           | 632       | Grodno – Homel           |
| 673       | Mińsk — Grodno           | 674       | Grodno — Mińsk           |
| 677       | Mińsk – Grodno           |           |                          |